# Platysenta obsoleta
Platysenta obsoleta là một loài bướm đêm trong họ Noctuidae.